# FC Bolat Temirtau
El FC Bolat (en kazajo: Bolat Fýtbol Klýby) es un equipo de fútbol de Kazajistán que juega en la Primera División de Kazajistán, la segunda categoría de fútbol en el país.

## Historia
Fue fundado en el año 1961 en la ciudad de Temirtau con el nombre Metallurg Temirtau. En los años 1970 el club pasa a llamarse Stroitel Temir-Tau, en el periodo más exitoso del club durante el periodo soviético donde fue campeón nacional en 1970 y ganó la copa nacional en seis ocasiones, cinco de ellas de manera consecutiva entre 1972 y 1976.
Tras la disolución de la Unión Soviética y la independencia de Kazajistán se convirtió en uno de los equipos fundadores de la Liga Premier de Kazajistán donde terminó en el lugar 17 en la temporada inaugural de 1992.
El club participó en las primeras siete temporadas de la Liga Premier de Kazajistán hasta que descendió en la temporada de 1998 donde terminó en el lugar 13 entre 14 equipos.

## Palmarés

### Era Soviética
- Liga Soviética de Kazajistán: 1

1970
- Copa Soviética de Kazajistán: 6

1970, 1972, 1973, 1974, 1975, 1976

### Era Independiente
- Primera División de Kazajistán: 1

2004